# Neostempellina thienemanni
Neostempellina thienemanni är en tvåvingeart som beskrevs av Reiss 1984. Neostempellina thienemanni ingår i släktet Neostempellina och familjen fjädermyggor. Inga underarter finns listade i Catalogue of Life.